# Théorie des genres
 (mars 2025).
Ne doit pas être confondu avec Théorie du genre.
 (novembre 2023).
Améliorez-le ou discutez des points à vérifier. 
 (novembre 2023).
 (novembre 2023).
La mise en forme du texte ne suit pas les recommandations de Wikipédia : il faut le « wikifier ».
Les points d'amélioration suivants sont les cas les plus fréquents. Le détail des points à revoir est peut-être précisé sur la page de discussion.
- Les titres sont pré-formatés par le logiciel. Ils ne sont ni en capitales, ni en gras.
- Le texte ne doit pas être écrit en capitales (les noms de famille non plus), ni en gras, ni en italique, ni en « petit »…
- Le gras n'est utilisé que pour surligner le titre de l'article dans l'introduction, une seule fois.
- L'italique est rarement utilisé : mots en langue étrangère, titres d'œuvres, noms de bateaux, etc.
- Les citations ne sont pas en italique mais en corps de texte normal. Elles sont entourées par des guillemets français : « et ».
- Les listes à puces sont à éviter, des paragraphes rédigés étant largement préférés. Les tableaux sont à réserver à la présentation de données structurées (résultats, etc.).
- Les appels de note de bas de page (petits chiffres en exposant, introduits par l'outil «  Source ») sont à placer entre la fin de phrase et le point final[comme ça].
- Les liens internes (vers d'autres articles de Wikipédia) sont à choisir avec parcimonie. Créez des liens vers des articles approfondissant le sujet. Les termes génériques sans rapport avec le sujet sont à éviter, ainsi que les répétitions de liens vers un même terme.
- Les liens externes sont à placer uniquement dans une section « Liens externes », à la fin de l'article. Ces liens sont à choisir avec parcimonie suivant les règles définies. Si un lien sert de source à l'article, son insertion dans le texte est à faire par les notes de bas de page.
- La présentation des références doit suivre les conventions bibliographiques. Il est recommandé d'utiliser les modèles {{Ouvrage}}, {{Chapitre}}, {{Article}}, {{Lien web}} et/ou {{Bibliographie}}. Le mode d'édition visuel peut mettre en forme automatiquement les références.
- Insérer une infobox (cadre d'informations à droite) n'est pas obligatoire pour parachever la mise en page.

Pour une aide détaillée, merci de consulter Aide:Wikification.
Si vous pensez que ces points ont été résolus, vous pouvez retirer ce bandeau et améliorer la mise en forme d'un autre article.
Pour l’article homonyme, voir genre.
La théorie des genres appliquée aux jeux impartiaux est une théorie qui appartient au domaine mathématique de la théorie des jeux et qui soutient que certains jeux faisant appel à une misère peuvent être analysés pour prédire leurs résultats
La théorie des genres a été publiée pour la première fois dans le livre On Numbers and Games puis plus tard dans Winning Ways for your Mathematical Plays Volume 2.
Contrairement au Théorème de Sprague-Grundy pour les jeux impartiaux en jeu normal la théorie des genres n'est pas une théorie complète pour les jeux impartiaux en jeu misère

## Genre d'un jeu
Le genre d'un jeu est défini en utilisant le mex (minimum exclu) des options d'un jeu.
g+ est la valeur du nimbre d'un jeu selon la convention de jeu normale.
g- ou λ0 représente la classe de résultat d'un jeu selon la convention du jeu misère.
Plus précisément, pour trouver g+, *0 est défini comme ayant g+ = 0, et tous les autres jeux ont g+ égal au mex de ses options.
λ1, λ2...,  est égal à la valeur g− d'un jeu ajouté à un nombre de jeux *2 nim, où le nombre est égal à l'indice.
Ainsi le genre d'un jeu est gλ0λ1λ2....
*0 a une valeur de genre 0120. Notez que l'exposant continue indéfiniment, mais en pratique, un exposant s'écrit avec un nombre fini de chiffres, car on peut prouver  qu'à un moment donné, les 2 derniers chiffres alternent indéfiniment…

## Résultats des sommes des jeux
Il peut être utilisé pour prédire le résultat de:
- La somme de n'importe quels nimbres et de n'importe quels jeux apprivoisés[Quoi ?]
- La somme d'un jeu donné en fonction de son genre, d'un nombre quelconque de jeux nim *1, *2 ou *3, et éventuellement d'un autre jeu nim avec un numéro 4 ou supérieur.
- La somme d'un jeu rétif et de n'importe quel nombre de jeux Nim de n'importe quelle taille.

En outre, certaines paires rétives ou agitées peuvent former des jeux apprivoisés, si elles sont équivalentes. Deux jeux sont équivalents s'ils ont les mêmes options, où les mêmes options sont définies comme des options pour des jeux équivalents. Ajouter une option à partir de laquelle il existe un mouvement réversible n'affecte pas l'équivalence.
Certaines paires rétives, lorsqu'elles sont ajoutées à un autre jeu rétif de la même espèce, restent apprivoisées.
Un jeu semi-apprivoisé, ajouté à lui-même, est équivalent à *0.

## Mouvements réversibles
Il est important pour une meilleure compréhension de la théorie des genres de savoir comment fonctionnent les mouvements réversibles. Supposons qu'il y ait deux jeux A et B, où A et B ont les mêmes options (mouvements disponibles), alors ils sont bien sûr équivalents.
Si B a une option supplémentaire, disons pour un jeu X, alors A et B restent équivalents s'il existe un mouvement de X vers A.
Autrement dit, B est identique à A de toute manière, à l’exception d’un mouvement supplémentaire (X), qui peut être inversé.

## Types de jeux
Différents jeux (positions) peuvent être classés en plusieurs types:

### Nim
Cela ne signifie pas qu'une position est exactement comme un tas Nim selon la convention de jeu en misère mais classer un jeu comme nim signifie qu'il est équivalent à un tas Nim.
Un jeu est un jeu nim si:
- il a un genre 01, 10, 22, 33…
- Il a des mouvements uniquement vers des tas Nim individuels, c'est-à-dire se déplace vers une position *1, ou *2, mais pas par exemple *x+*y (mais voir le point suivant)
- il peut également avoir des mouvements vers des jeux qui ne sont pas nim, à condition qu'ils ne soient pas nécessaires pour déterminer le genre, et que ces jeux ont chacun au moins une option vers un jeu nim du même genre

### Apprivoisé
Il s'agit de positions que l'on peut considérer comme des positions Nim (notez la différence entre les positions Nim, qui peuvent être plusieurs tas Nim ajoutés ensemble, et un seul tas Nim, qui ne peut être qu'un seul tas Nim). Un jeu G est apprivoisé si :
- il a un genre 01, 10, or 00, 11, 22, 33...
- toutes les options de G sont apprivoisées
- G peut également avoir des options sauvages (positions qui ne sont pas apprivoisées ou nim) si elles n'affectent pas le genre,et chaque option a des mouvements réversibles vers des jeux apprivoisés avec le genre g? et ?λ .

Notez que les mouvements vers g?  et  ?λ  peuvent en réalité être la même option. (? signifie n'importe quel nombre) 